# 王美畅
王美畅（645年？—698年），字通理，出自乌丸王氏，王僧辩五世孙。唐朝官员。
显庆元年（656年），王美畅以太子左千牛的职位起家。乾封二年（667年），授朝散郎。咸亨三年（672年），秩终，以本阶转始州司法参军事。仪凤三年（678年），授朝请郎，迁幽州都督府功曹参军。其年，特加通直郎。永淳二年（683年），拜太子内直郎。转为城门郎。又增品朝议郎。垂拱三年（687年），拜朝散大夫，行水部员外郎。永昌元年（689年），迁朝议大夫，行司封郎中。俄转鄂州刺史。
天授二年（691年），授中散大夫，陈州刺史。长寿二年（693年），转饶州刺史。未期，加通议大夫，润州刺史。万岁通天元年（696年），加正议大夫，进勋上柱国。
圣历元年（698年）正月八日，王美畅因疾病逝世于洛阳道政坊之里第，享年五十五岁。皇帝降使而吊赠。圣历二年（699年），归葬于雍州明堂县。追赠益州大都督，薛国公。
王美畅的墓志出土于西安市长安区引镇北，2009年藏入西安大唐西市博物馆。

## 家族

### 妻子
- 长孙氏，河南郡人，曾祖长孙敞；祖长孙义常，父朝散大夫怀州河内令、瀛州司马。大足元年六月廿六日薨于汝州私第，春秋五十四。

### 儿子
- 王昕，司农卿，邢汝州刺史，袭爵薛国公。
- 王警，渭州刺史。
- 王翼，盩厔令。
- 王弼，长安丞。
- 王玢，符尔郎
- 王辉，千牛。

### 女儿
- 王氏，唐睿宗德妃。
- 王芳媚，唐睿宗贤妃[2]。